# Marge de defensa
El marge de defensa és una forma de defensa col·lectiva contra les avingudes del riu Llobregat al terme municipal del Prat de Llobregat. La reparació i el manteniment del marge de defensa es feia de manera comunitària, controlada i ordenada per l'ajuntament. El marge de defensa del Prat anava des de Cal Monjo fins a l'Estruch, era una elevació de terreny artificial que seguia tota la llera del riu. El marge inspirat poemaris com Solatge d'estany de Pau Vallhonrat.